# Deuterojesaja
| Das Jesajabuch | Das Jesajabuch |
| Die drei Teile | Kapitel        |
| -------------- | -------------- |
| Protojesaja    | 1–39           |
| Deuterojesaja  | 40–55          |
| Tritojesaja    | 56–66          |

Der Ausdruck Deuterojesaja ist griechisch und bedeutet „zweiter Jesaja“. Ende des 18. Jahrhunderts hielten Johann Christoph Döderlein und Johann Gottfried Eichhorn den zweiten Teil des Jesajabuches (Jes 40–66 ) für das Werk eines jüngeren Propheten. Diese Ansicht setzte sich in den folgenden einhundert Jahren rasch durch, ehe Bernhard Duhm in seinem Jesaja-Kommentar (1892) einen dritten, anonymen Propheten fand, den er der Einfachheit halber Tritojesaja (griech. für „dritter Jesaja“) nannte. Dieser habe die Kapitel 56–66 verfasst. Heute neigen jedoch  zahlreiche Exegeten dazu, nicht einen einzigen, sondern mehrere Verfasser anzunehmen.
Auf Grund der Erwähnung von Kyros II. an zwei Stellen (Jes 44,28 ; 45,1 ) datiert man den zweiten Teil in die Zeit um 539 v. Chr.
Nach heutigem Forschungsstand verkündete Deuterojesaja während des bzw. nach dem Babylonischen Exil die Worte, die jetzt in Kapitel 40 bis 55 des Buchs Jesaja zu finden sind. In den Kapiteln 1 bis 39 sind die Worte des „ersten“ Jesaja zusammengestellt, der tatsächlich diesen Namen führte. Eventuell war Deuterojesaja Mitglied einer von Jesaja begründeten „Schule“ oder Traditionslinie von Propheten, seine Worte wurden daher in dessen Buch eingeordnet.
Umstritten ist heute vor allem die Frage, ob es sich um die einheitliche Verkündigung eines Propheten oder um die schriftliche gewachsene Sammlung einer Art von Prophetenschule handelt.

## Überblick
Der deuterojesajanische Textkomplex beginnt in Kapitel 40  mit dem programmatischen Ruf: „Tröstet mein Volk!“ Das Exil wird als Strafe bzw. Folge begangenen Unrechts verstanden, mit dem Exil hat das Volk seine Schuld abgebüßt. Nun wird Gott kommen und es durch die Wüste ins Land Israel zurückführen. Diese Botschaft wird mit großer Kraft und Bildhaftigkeit verkündet.
Einige weitere auffällige Texte enthalten gute Verheißungen an die „Tochter Zion“ Jerusalem, das als Gottesstadt durchgängig als Frau personifiziert wird. Zu ihrem Herzen soll der Prophet sprechen (Jes 40,9–11 ), sie trösten, ihr die Heimkehr ihrer verlorenen Kinder ansagen (Jes 49,14–26 ) und die Wiederherstellung ihrer Beziehung zu JHWH (dem Ehemann), das Ende ihrer Schande und ihre Restauration (Jes 51,17  – 52,12; 54). Hier spiegelt das Buch schon deutlich die zeitgeschichtlichen Umstände einer Zeit der Restauration nach dem Ende der Exilszeit.

## Gottesknechtlieder
Ein besonders eigentümlicher Teil der deuterojesajanischen Texte sind die Lieder vom Knecht JHWHs oder Gottesknechtslieder (Jes 42,1–9  (7); Jes 49,1–13 ; Jes 50,4–11 ; Jes 52,13  bis Jes 53,12 ). Der beauftragte Knecht Gottes ist mit dem Ruach HaQodesh (hebräisch: רוח הקודש, dt. wörtlich „Heiliger Atem“ oder allegorisch „Heiliger Geist“) gesalbt. Er werde Licht und Recht zu allen Völkern bringen (hebräisch אור לגויים Or LaGoyim; „Licht für die Völker“).
Der allegorische „Gottesknecht“ werde stellvertretend Schmach und Schande tragen bis zum Opfer des eigenen Lebens – und dennoch „auf Dauer leben“ (Kap. 53). „Ruach HaQodesh“ ist insbesondere auf Israel und die Propheten bezogen und die ganze Konzeption des stellvertretenden Leidens des jüdischen Volkes, aufgrund der Sünden der Völker, ist im hebräischen Tanach einmalig. Mit der Septuaginta wurden die Gottesknechtslieder in die christliche Tradition eingeführt und später auf Jesus Christus bezogen, dessen menschliches Leiden bei seiner römischen Hinrichtung als Verbrecher am Kreuz die Sünden der Welt tilge (vgl. Apg 8,30–35 ).
Raschi interpretiert „Licht zu den Völkern“ auf die Zwölf Stämme Israels und nicht auf die heidnischen Völker. Nach der jüdischen Tradition nimmt das hebräische Prophetenwort im Prinzip Bezug auf die Bedrückungen und Leiden des jüdischen Volkes. Mit ihm hat JHWH einen Bund auf ewig (Gen 17,7 ) geschlossen, und es ist von daher ein „auf Dauer lebendes“ Volk (vgl. Lev 26,43 , Dtn 4,26–27 , Dtn 28,63–64 ). Es handelt sich nach der jüdisch-hebräischen Tradition und Raschi im Kern um eine mahnende Wiederholung der Toraworte des Bundes Israels mit Gott, welche den Auftrag enthalten, JHWH ein „Königreich von Priestern und ein heiliges Volk“ (Ex 19,6 ) zu sein.

### Jesaja 53
Seit der Patristik gilt in der christlichen Auslegungsgeschichte des Alten Testaments der Satz des Augustinus von Hippo:

„Novum Testamentum in Vetere latet, et in Novo Vetus patet.“

„Das Neue Testament liegt im Alten verborgen, das Alte wird im Neuen aufgedeckt/offenbar.“

Um diesem Anspruch und der Mission des christlichen Glaubens gerecht zu werden, sind einzelne Passagen wie das letzte der vier Gottesknechtslieder – Jesaja 53  – besonders wichtig. Damit wird das Neue Testament als bereits im Alten Testament angedeutet und als dessen neue (und richtige) Deutung gesehen, sowie die jüdisch-hebräischen Prophezeiungen unabhängig von ihrer Zeit und ihrem Kontext auf Jesus Christus gedeutet.
Internationale jüdische Organisationen gegen Judenmission, wie „Outreach Judaism“ und „Jews for Judaism“ adressieren daher den Kontext der christlichen Auslegung von Jesaja 53 im Bezug zur Judenmission meist fundamentalistischer evangelikaler Missionswerke mit vielen, überwiegend orthodox-rabbinischen Vorträgen, Debatten und Lehren, die vielfältig frei im Internet verfügbar sind.

### Kommentare
- Bernhard Duhm: Das Buch Jesaja. Vandenhoeck & Ruprecht, Göttingen 1892 (div. Auflagen, zuletzt 1968).
- Claus Westermann: Das Buch Jesaja. Kapitel 40–66 (= Das Alte Testament Deutsch. Bd. 19). 5. Auflage. Vandenhoeck & Ruprecht, Göttingen 1986, ISBN 3-525-51193-0.
- Karl Elliger: Deuterojesaja. 1. Teilband Jesaja 40,1–45,7 (= Biblischer Kommentar, Altes Testament. Bd. 11, Teilbd. 1). Neukirchener Verlag, Neukirchen-Vluyn 1978 (2. Aufl. 1989, ISBN 3-7887-0521-3).
- Hans-Jürgen Hermisson: Deuterojesaja. 2. Teilband Jesaja 45,8–49,13 (= Biblischer Kommentar, Altes Testament. Bd. 11, Teilbd. 2). Neukirchener Verlag, Neukirchen-Vluyn 2003, ISBN 3-7887-1258-9.
- Hans-Jürgen Hermisson: Deuterojesaja. 3. Teilband Jesaja 49,14–55,13 (= Biblischer Kommentar, Altes Testament. Bd. 11, Teilbd. 3). Vandenhoeck-Ruprecht, Göttingen 2017, ISBN 978-3-7887-3042-0.
- Dieter Schneider: Der Prophet Jesaja. Teil 2: Kap. 40–66 (= Wuppertaler Studienbibel, Reihe: Altes Testament). R. Brockhaus, Wuppertal u. a. 2005 (5. Aufl.), ISBN 978-3-417-25217-0.
- Peter Höffken: Das Buch Jesaja. Kapitel 40–66 (= Neuer Stuttgarter Kommentar, Altes Testament. 18/2). Verlag Katholisches Bibelwerk, Stuttgart 1998, ISBN 3-460-07182-6.
- Ulrich Berges: Jesaja 40–48 (= Herders theologischer Kommentar zum Alten Testament). Herder, Freiburg im Breisgau 2008, ISBN 978-3-451-26836-6. - Jesaja 49-54 (= Herders theologischer Kommentar zum Alten Testament). Herder, Freiburg im Breisgau 2015, ISBN 978-3-451-26837-3.

### Sekundärliteratur
- D. Michel: Deuterojesaja. In: Theologische Realenzyklopädie (TRE). Band 8, de Gruyter, Berlin / New York 1981, ISBN 3-11-008563-1, S. 510–530.
- Hans-Jürgen Hermisson: Einheit und Komplexität Deuterojesajas. Probleme der Redaktionsgeschichte von Jesaja 40-55. In: Jacques Vermeylen (Hrsg.): Le Livre d’Isaie. Leuven 1989, S. 287–312 (= in: ders.: Studien zu Prophetie und Weisheit. Gesammelte Aufsätze. Hrsg. von J. Barthel u. a. Mohr Siebeck, Tübingen 1998, S. 132–157).
- Reinhard Gregor Kratz: Kyros im Deuterojesajabuch. Redaktionsgeschichtliche Untersuchungen zur Entstehung und Theologie von Jesaja 40–55 (= FAT 1). Mohr Siebeck, Tübingen 1991.
- Jürgen van Oorschot: Von Babel zum Zion. Eine literar- und redaktionsgeschichtliche Studie zu Jesaja 40–55 (Beihefte zur Zeitschrift für die alttestamentliche Wissenschaft 206). de Gruyter, Göttingen / Berlin / New York, 1993, ISBN 3-11-013606-6.
- Ulrich Berges: Das Buch Jesaja. Komposition und Endgestalt (= Herders biblische Studien, 16). Freiburg u. a. 1998.